# Gullspång
Gullspång är en tätort i Gullspångs kommun i Västra Götalands län. Genom samhället rinner Gullspångsälven som utgör gräns mellan landskapen Västergötland och Värmland. Större delen av tätorten ligger söder om älven, i Västergötland. Gullspång är, trots namn och största befolkningsstorlek, inte centralort i kommunen, utan större delen av kommunförvaltningen är placerad i Hova.

## Historia
Den västgötska delen av Gullspång var och är belägen i Amnehärads socken och den värmländska i Södra Råda socken och orten ingick efter kommunreformen 1862 i både Amnehärads landskommun och Södra Råda landskommun. Den 10 november 1937 inrättades för orten Gullspångs municipalsamhälle vilket upplöstes den 31 december 1958.  
År 2005 föreslogs att den centrala kommunförvaltningen skulle flyttas från Hova till Gullspång, som därmed skulle bli "oomstridd centralort" . Detta genomfördes dock inte och idag är socialkontoret beläget i Gullspång medan övrig förvaltning är kvar i Hova.

### Befolkningsutveckling
| Befolkningsutvecklingen i Gullspång 1960–2020 | Befolkningsutvecklingen i Gullspång 1960–2020 | Befolkningsutvecklingen i Gullspång 1960–2020 | Befolkningsutvecklingen i Gullspång 1960–2020 | Befolkningsutvecklingen i Gullspång 1960–2020 |
| --------------------------------------------- | --------------------------------------------- | --------------------------------------------- | --------------------------------------------- | --------------------------------------------- |
|                                               |                                               |                                               |                                               |                                               |
| År                                            |                                               |                                               | Folkmängd                                     | Areal (ha)                                    |
| 1960                                          | 1960                                          |                                               | 1 044                                         |                                               |
| 1965                                          | 1965                                          |                                               | 1 133                                         |                                               |
| 1970                                          | 1970                                          |                                               | 1 331                                         |                                               |
| 1975                                          | 1975                                          |                                               | 1 467                                         |                                               |
| 1980                                          | 1980                                          |                                               | 1 381                                         |                                               |
| 1990                                          | 1990                                          |                                               | 1 293                                         | 166                                           |
| 1995                                          | 1995                                          |                                               | 1 358                                         | 173                                           |
| 2000                                          | 2000                                          |                                               | 1 193                                         | 175                                           |
| 2005                                          | 2005                                          |                                               | 1 175                                         | 175                                           |
| 2010                                          | 2010                                          |                                               | 1 167                                         | 174                                           |
| 2015                                          | 2015                                          |                                               | 1 568                                         | 307                                           |
| 2020                                          | 2020                                          |                                               | 1 567                                         | 302                                           |
| Anm.: sammanvuxen 2015 med Skagersvik         |                                               |                                               |                                               |                                               |

## Näringsliv
Gullspång är en före detta bruksort med smältverket Gullspångs Elektrokemiska AB mitt i byn. Verket är nu nedlagt. En stor arbetsgivare i orten är företaget Partex Marking Systems vilket tillverkar och är en av de största exportörerna i Sverige av kabelmärkning.[källa behövs]
I Gullspång har Fortum ett vattenkraftverk som med hjälp av vatten från Skagern producerar el.

### Bankväsande
Skaraborgs enskilda bank öppnade ett kontor i Gullspång den 22 februari 1907. Gullspång har också tidigare haft sparbankskontor.
Skaraborgsbanken behöll kontoret i Gullspång under resten av dess existens, men det lade senare ner och verksamheten koncentrerades till kontoret i Hova, som i sin tur lades ner av Nordea år 2012. Swedbank stängde sitt kontor i Gullspång den 15 november 2016, varefter kommunen inte längre hade några bankkontor.

## Centrum
I centrum finns ICA, pizzeria, frisörer, café och en biograf. Det finns även en handelsträdgård, en bensinstation och systembolaget. En bit från centrum finns dessutom vårdcentral och en grundskola.

## Utbildning
I tätorten finns grundskolan Gullstensskolan.

## Laxtrappan

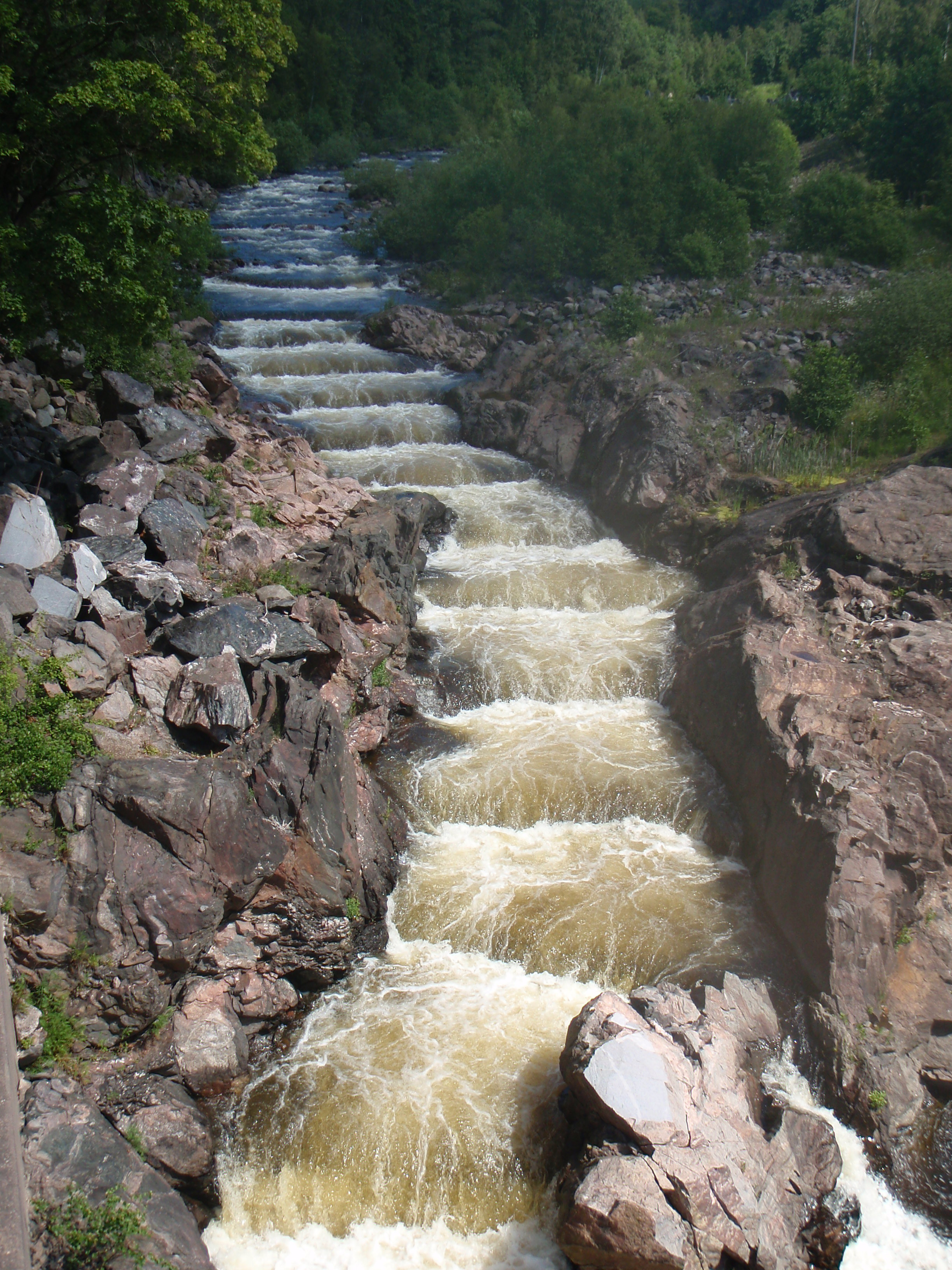
Laxtrappan i Gullspång

I Gullspångsälven i Gullspång finns en laxtrappa anlagd år 2004. Trappan är byggd genom att botten på gullspångsälven stegvis har sprängts ut och små "bassänger" har gjutits. Laxtrappan är byggd i en del av älven som under flera år har varit torrlagd, men där vattenflödet kan regleras med de dammluckor som finns vid kraftstationen.

## Sport och idrott
Den största idrottsklubben på orten är Gullspångs IF, som spelar i division 6. Också Otterbäckens bandyklubb har vunnit stora framgångar. 2006 tog man SM-Guld med P19-laget i klubben, och flera av spelarna som var med då spelar nu i elitbandyklubbar.
Bland övriga idrottsklubbar i Gullspång kan nämnas Gullspångs Tennisklubb, Ridklubben Gullhov, Amnebygdens Ryttarförening, Gullspångs Skytteförening, SMK Gullspång Motocross och OK Amne (orientering).

## Personer med anknytning till Gullspång
- 1939–1954 var den kände Röde Orm-författaren Frans G. Bengtsson bosatt på Ribbingsfors herrgård strax utanför Gullspång. Där skrev han många av sina kända verk, och efterlämnade också många böcker, skrifter och anteckningar som nu finns i en speciell del av kommunens bibliotek. Avdelningen kallas minnesbibliotek.
- Schlagersångerskan Linda Bengtzing är född och uppvuxen i Gullspång.
- Fotbollsspelaren Olof Mellberg, uppväxt i Skagersvik som är en mindre ort i Gullspångs kommun, startade sin fotbollskarriär i Gullspångs IF.
- Författaren Lina Bengtsdotter är född och uppvuxen i Gullspång.